# Gastón Luken Garza
Gastón Luken Garza (Monterrey, Nuevo León, 6 de septiembre de 1959) es un empresario y político mexicano que ha sido presidente consejero del Instituto Estatal Electoral de Baja California, contralor general del Gobierno del Distrito Federal, consejero del Instituto Federal Electoral y diputado federal por el PAN Partido Acción Nacional en la LXI Legislatura del Congreso de la Unión de México.

## Familia
Nació en la ciudad de Monterrey pero desde los tres días de nacido vivió en Mexicali. Sus padres son Gastón Luken Aguilar y Alejandra Garza de Luken. Gastón Luken Garza está casado con Alicia Luna Alvarado y tienen tres hijos.

## Educación
Gastón Luken es Licenciado en Administración de Empresas egresado del Instituto Tecnológico y de Estudios Superiores de Monterrey y tiene estudios de posgrado en el Instituto Panamericano de Alta Dirección de Empresa. Es directivo de diversas empresas en el área de Tijuana, Baja California, ciudad en la que reside y donde presidió la Confederación Patronal de la República Mexicana (Coparmex). Fue nombrado (por concurso) becario de la Fundación Eisenhower representando a México en año 2000.

## Trayectoria empresarial
En noviembre de 1982 abrió su primera panadería La Baguette en Mexicali, la cual tuvo un crecimiento muy grande logrando abrir 12 sucursales en total. Debido al éxito de la panadería en 1985 se expandió a Tijuana y llegó a tener 10 sucursales.
Gastón Luken, junto con su padre y varios socios mexicanos, hicieron una sociedad llamada Próxima S.A., la cual a su vez se asoció con Sempra Energy para transportar gas natural en Baja California. 

### Trayectoria política
En 1994 fue Consejero Electoral del Instituto Estatal Electoral de Baja California. Posteriormente fue nombrado Presidente Consejero y participó en la organización de la elección estatal de 1995 en la que se llevó a cabo la renovación de gubernatura, alcaldías y diputaciones locales.
Al terminar su gestión en el IEEBC fue nombrado contralor general del Gobierno del Distrito Federal por el primer jefe de Gobierno electo, Cuauhtémoc Cárdenas Solórzano en 1997, permaneciendo en el cargo hasta 1999. A la salida de Cuauhtémoc Cárdenas fue asesor de Rosario Robles en el Gobierno del D.F.
En el año 2000 Gastón Luken fue nombrado (por acuerdo del PAN, PRI y PRD) Consejero Electoral del Consejo General del Instituto Federal Electoral, cuando era presidido por José Woldenberg, ahí encabezó la comisión del Registro Federal de Electores hasta el año 2004. 

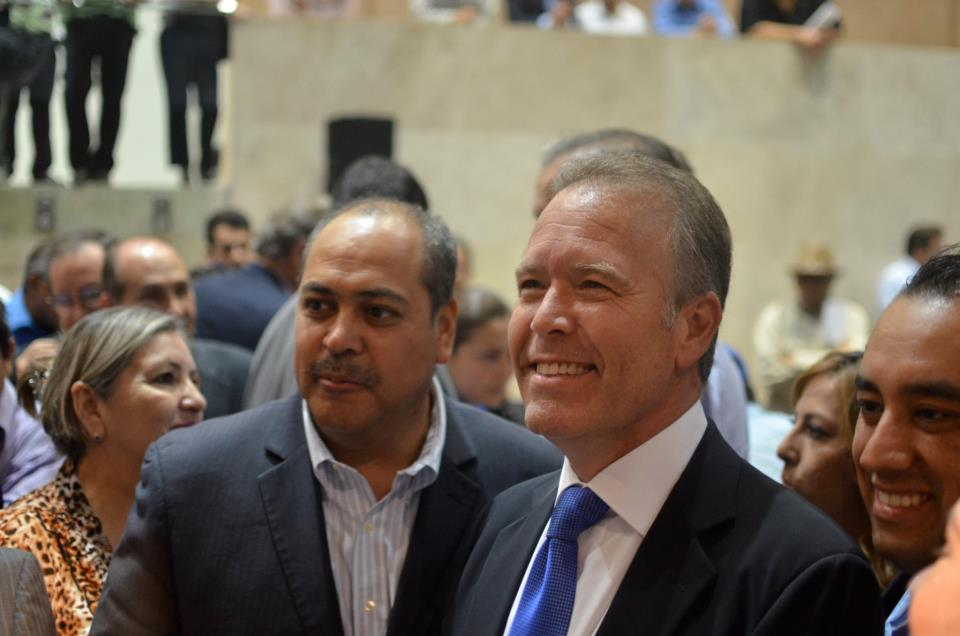
El diputado federal Gastón Luken presenta su Tercer Informe.

En 2009 fue candidato ciudadano a diputado federal del Partido Acción Nacional por el V Distrito Electoral Federal de Baja California. Gastón Luken ganó la diputación federal de su distrito con la diferencia porcentual más grande comparada con los demás distritos electorales de su estado. Durante su diputación gestionó más de 284 millones de pesos destinados a cultura, deporte, infraestructura, medio ambiente y OSC´s, (Cruz Roja, Fundación Castro Limón, Club Niños y Niñas, Desayunador del Padre Chava, Asilo de Ancianos, Fronteras Unidas Pro Salud, Pasitos, entre otros).

### Participación ciudadana
A lo largo de su carrera, Gastón Luken ha participado activamente en organismos especializados en la transparencia, la participación ciudadana y la competitividad económica. Fue Presidente Consejero de Transparencia Mexicana A.C., un organismo dedicado a la promoción de la transparencia de los gobiernos como un herramienta contra la corrupción.
Fue también copresidente de la Coalición para una Frontera Inteligente, un organismo que promueve cruces más ágiles de personas y mercancías en las garitas de la región Tijuana-San Diego.
En educación fue consejero de CETYS Universidad. En el tema medio ambiental fue Consejero de Pronatura, una institución que promueve el cuidado del medio ambiente. Fue consejero de la Cruz Roja, así como de Fronteras Unidas Pro Salud. También ha colaborado con el Hospital de Salud Mental, una institución que se dedica a atender de manera digna y profesional a personas que sufren de este tipo de enfermedades. 
Apoya también al orfanato "Dibujando una Sonrisa" y a la Casa Hogar Santa Teresa para niñas víctimas de abuso sexual. También ha colaborado con la Casa Hogar Eunime para niños con SIDA, así como con la Casa de la Ideas en Camino Verde.